# Habakuk-Bewegung
Die Habakuk-Bewegung war eine Ende des 18. Jahrhunderts in Grönland existierende religiöse Bewegung um den selbsternannten Propheten Habakuk und seine Frau Maria Magdalene.

## Geschichte
Habakuk war ein Grönländer, der 1755 mit dem Namen K'erĸeĸ im Kolonialdistrikt Sukkertoppen geboren wurde. Er heiratete etwa 1776 die gleichaltrige Grönländerin Maria Magdalene. Beide lebten am Kangerlussuatsiaq (Evighedsfjorden), an dessen Mündung Kangaamiut liegt. Beide wurden am 8. April 1776 vom Missionar Berthel Laersen getauft.
Im Winter 1787/88 gab Maria Magdalene an, Offenbarungen bezüglich der Untreue und anderer Verfehlungen ihres Mannes gehabt zu haben. Sie erzählte der lokalen Bevölkerung von neuen Visionen und es begann sich eine Anhängerschaft um sie und ihren Mann zu bilden. Nach einigen Monaten riefen sich beide selbst zu Propheten aus. Es entwickelte sich ein Totenkult, bei dem davon ausgegangen wurde, dass sich die Toten noch in einem Zwischenstadium zwischen tot und lebendig befänden. Das Ehepaar erhielt immer mehr Anhänger und die Bevölkerung musste ihnen ihren Fang abliefern, was den Handel in der Gegend zum Erliegen brachte. Nicht nur die einfache Bevölkerung, sondern auch der grönländische Teil der in Handel und Kirche Angestellten schloss sich der Bewegung an, ohne dass die Kolonialverwaltung eingreifen konnte.
1790 löste sich die Bewegung auf, nachdem Berthel Laersens Sohn Frederik Berthelsen eingegriffen hatte und die Bevölkerung den Glauben an die überweltlichen Begabungen ihrer Propheten verlor. 1794 schlossen sich beide wieder der Gemeinde an. Habakuk starb am 23. November 1798 und seine Frau am 14. September 1802.

## Vergleichbare Bewegungen
Es gab später einige weitere Fälle solcher Bewegungen in Grönland. 1803 lebte der Kult kurz wieder auf. 1853/54 ernannte sich der Jäger Matteus in Narsarmijit zum Propheten Gabriel und bildete eine Gemeinde um sich, die ebenfalls von europäischer Seite nicht zu beenden war. Auch hier verloren die Anhänger den Glauben, als sich die Verkündungen nicht erfüllten. 1875 erklärte sich Jonasine Anine Amalie (Inequnarneq) (1853–1909) aus dem Norden des Kolonialdistrikts Upernavik zur Jungfrau Maria und sammelte mit ihren Offenbarungen ebenfalls einige Anhänger, bevor auch diese Bewegung schnell wieder verschwand. Die Habakuk-Bewegung war das erste Mal, dass sich die Grönländer den dänischen Kolonialisten widersetzten.

## Rezeption
Das Geschehen wird von Kim Leine in seinem 2012 erschienenen Roman Profeterne i Evighedsfjorden rezipiert.